# Les Allues
Les Allues és un municipi francès situat al departament de la Savoia i a la regió d'Alvèrnia-Roine-Alps. L'any 2022 tenia 1750 habitants. Els logarets de Méribel i Méribel-Morraret formen part de del centre d'esports d'hivern Les Trois Vallées (‘les tres valls’). Manté un equipament esportiu i d'allotjament de primera classe, construït a l'ocasió dels jocs Olímpics d'Hivern de 1992.

## Demografia
El 2007 tenia 1.854 habitants. Hi havia 839 famílies de les quals 329 eren unipersonals (184 homes vivint sols i 145 dones vivint soles), 192 parelles sense fills, 251 parelles amb fills i 67 famílies monoparentals amb fills. Hi havia 7.665 habitatges, 862 habitatges principals, 6.768 eren segones residències o habitatges d'ús turístic i 35 desocupats. 1.054 eren cases i 6.361 eren apartaments.

## Economia
El 2007 la població en edat de treballar era de 1.337 persones, 1.125 eren actives i 212 eren inactives. És un municipi que viu principalement del turisme de temporada.
L'any 2000 a Les Allues hi havia 7 explotacions agrícoles que con reaven un total de 564 hectàrees.

## Llocs d'interés
- La Patinoire de Méribel, pista de patinatge olímpica dels jocs d'hivern de 1992, centre de lleure[5]